# Inundações em Nova Gales do Sul em 2022
Inundações fortes eclodiram nas áreas da Costa Central e Sydney de Nova Gales do Sul, Austrália, começando no início de julho de 2022. Cerca de 85.000 pessoas foram deslocadas pelas enchentes ou solicitadas pelas autoridades a deixar suas casas.
Os pagamentos de desastres foram disponibilizados a partir de 6 de julho, quando o estado declarou financiamento de desastres naturais para 29 áreas do governo local na Grande Sydney, Hawkesbury, Hunter Valley, Costa Central e Illawarra. Foi a terceira grande inundação naquele ano para algumas áreas da costa leste. O primeiro-ministro Anthony Albanese e o primeiro-ministro de NSW, Dominic Perrottet, visitaram locais devastados por enchentes no noroeste de Sydney.

## Impacto
Os LGAs que foram declarados desastres naturais foram: Blacktown, Blue Mountains, Camden Council, Canterbury-Bankstown, Campbelltown, Central Coast, Cessnock, Fairfield, Georges River, Hawkesbury, Hornsby, Kiama, Lithgow, Northern Beaches, Penrith, Shellharbour, Shoalhaven, Sutherland, The Hills, Wingecarribee, Wollondilly, Wollongong, Bayside, Dungog, Lake Macquarie, Maitland, Singleton e Upper Lachlan.

### Sydney
Em 3 de julho, após chuvas prolongadas na área de Sydney e o início de ano mais chuvoso já registrado, o rio Hawkesbury em Windsor atingiu o pico de 14 metros, o mais alto em décadas. Mais de 150 ordens de evacuação e avisos foram dados na área, além de mais de 140 resgates e 19.000 casas sem energia. A barragem de Warragamba também teve um grande derramamento com 515 gigalitros de água escorrendo pelas suas paredes. Algumas regiões, como Lansvale e Camden, no oeste de Sydney, sofreram seus piores desastres de inundação em quatro décadas, com as inundações em Windsor atingindo seu ponto mais alto desde 1978. Cerca de 4.000 casas e empresas na região de Hawkesbury ficaram sem energia.
Centenas de casas foram submersas no oeste de Sydney, causando problemas para 50.000 pessoas, com dezenas de milhares sendo deslocados, além de uma morte no rio Parramatta. O primeiro-ministro de Nova Gales do Sul, Dominic Perrottet, pediu às pessoas que “não sejam complacentes” na quarta emergência de inundação em 16 meses.
Um navio de carga chamado The Portland Bay desapareceu por dois dias seguidos e estava à beira do naufrágio antes de ser finalmente resgatado e finalmente rebocado para Sydney. O dano total das tempestades ainda não está claro. Pelo menos uma pessoa, um residente do sexo masculino de Sydney, foi morto pelas inundações.

### Hunter
Em 5 de julho, quando a baixa se moveu para o norte, os moradores de Broke, assim como 6.000 outras pessoas na região de Hunter, receberam ordens de evacuar. Wollombi, Bulga e Broke foram cortados e isolados pelas águas da enchente. O rio Hunter em Singleton atingiu o pico de 13,71 m em 7 de julho, superando os níveis de inundação de março daquele ano.

## Meteorologia
Algumas áreas de Illawarra, perto de Wollongong, receberam mais de 700 mm (27,56 pol.) em três dias e outras em Sydney receberam cerca de oito meses de chuva em quatro dias. Camden, no sudoeste de Sydney, recebeu 197,4 mm (7,77 in) de chuva entre 2 e 3 de julho, com Sydney CBD acumulando 148,6 mm (5,85 in) ao longo de quatro dias. O evento de inundação de julho foi a quarta grande inundação a atingir o oeste de Sydney em menos de dois anos, com o fim de semana (2 a 3 de julho) recebendo chuvas como Melbourne, Canberra ou Londres geralmente recebem em um ano. A quantidade mais pesada caiu em Brogers Creek, onde 933 mm (36,73 pol.) de chuva caíram em quatro dias.
A bomba de chuva foi causada por uma umidade tropical que chegou do norte da Austrália e se combinou em uma calha de baixa pressão (que se tornou uma baixa da costa leste) na costa de Nova Gales do Sul. O aquecimento global e o consequente aquecimento dos oceanos foi um fator que contribuiu para este evento.
A mídia social, como o TikTok, teve surgimento de teorias da conspiração e especulações alegando que as inundações foram causadas por “manipulação do clima” e “semeação de nuvens” para “armar o clima contra seu próprio povo”. Os teóricos da conspiração compartilharam uma notícia de 2016 da 7News que relatou que os moradores da Tasmânia temiam que as piores inundações do estado em 40 anos pudessem estar ligadas à semeadura de nuvens operada pela Hydro Tasmania. No entanto, essas alegações foram rapidamente rejeitadas por especialistas.